# Tim Prins
Tim Prins, född 3 augusti 2003 i Joure, är en nederländsk skridskoåkare.

## Karriär
I januari 2024 tog Prins brons på 1 000 meter vid EM i Heerenveen. Följande månad tog han silver i lagsprint tillsammans med Janno Botman och Jenning de Boo vid distans-VM i Calgary, endast två tusendelar bakom guldmedaljören Kanada.
I januari 2025 tog Prins brons i sprint vid EM i Heerenveen.